# Driss Benzekri
Driss Benzekri (arabski:ادريس ابن زكري, ur. 31 grudnia 1970) – były marokański piłkarz grający na pozycji bramkarza. W swojej karierze grał w klubach Renaissance Settat i IZK Khemisset.
Rozegrał 25 spotkań w reprezentacji Maroka. Wystąpił na Mistrzostwach Świata w Piłce Nożnej w 1998 roku.